# Sierra del Carche

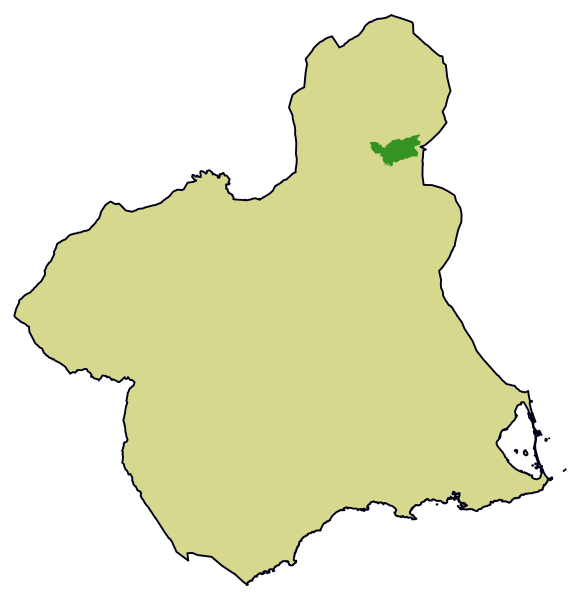
Sierra del Carche

Sierra del Carche är en ås i Spanien.   Den ligger i provinsen Murcia och regionen Murcia, i den sydöstra delen av landet, 300 km sydost om huvudstaden Madrid.